# Dirk Notz

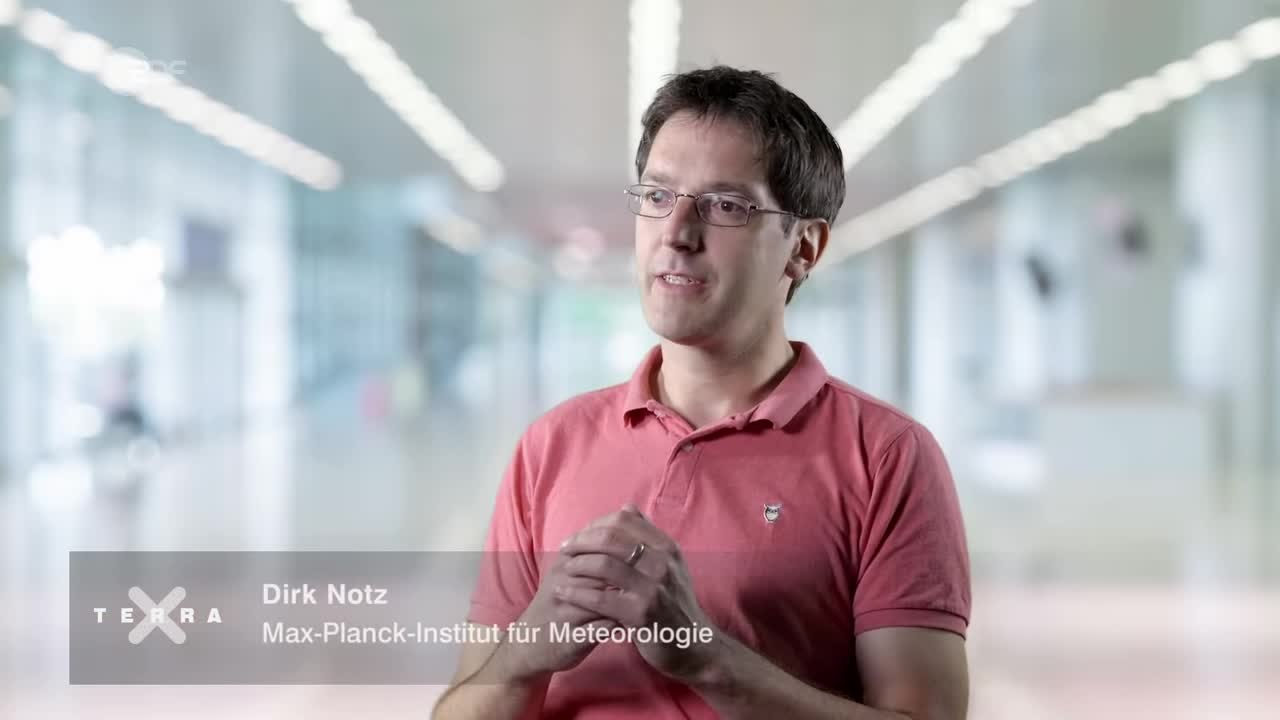
Dirk Notz 2019 bei Terra X

Dirk Notz (* 16. Juni 1975 in Genf) ist ein deutscher Klimawissenschaftler. Er ist Professor am Institut für Meereskunde der Universität Hamburg und befasst sich insbesondere mit den Auswirkungen des Klimawandels auf das Meereis.

## Leben und Wirken
Notz studierte in den Jahren 1996 bis 2001 Meteorologie an der Universität Hamburg und währenddessen zeitweise auch Arktische Geophysik am University Centre in Svalbard auf Spitzbergen. Er promovierte in den Jahren 2002 bis 2005 an der Universität Cambridge zum Thema Thermodynamic and Fluid-Dynamical Processes in Sea Ice. Von 2008 bis 2019 leitete er die Forschungsgruppe „Meereis im Erdsystem“ am Max-Planck-Institut für Meteorologie in Hamburg. Zusammen mit Arved Fuchs veranstaltet er  internationale Jugendcamps zur Klimaproblematik. 2017 war er Gast des internationalen Literaturfestivals Berlin. Er tritt auch im Fernsehen als Experte auf, beispielsweise im September 2018 in der 3sat-Sendung nano.
Seit 2019 ist Notz Professor für Kryosphäre mit dem Schwerpunkt Meereis an der Universität Hamburg.
Er war einer der Leitautoren des Kapitels über den Ozean, die Kryosphäre und den Meeresspiegelanstieg im Sechsten Sachstandsbericht des IPCC.
Sein h-Index laut Google Scholar lag Stand März 2025 bei 50.

## Auszeichnungen
Notz erhielt 2007 den KlarText-Preis für Wissenschaftskommunikation der Klaus Tschira Stiftung für seinen Textbeitrag „Das Ende der Eis-Zeit?“ zur Dynamik des Klimawandels.

## Veröffentlichungen (Auswahl)
- M. Giorgetta u. a.: Climate and carbon cycle changes from 1850 to 2100 in MPI-ESM simulations for the coupled model intercomparison project phase 5. In: Journal of Advances in Modeling Earth Systems. Band 5, 2013, S. 572–597, doi:10.1002/jame.20038
- D. Notz und J. Stroeve: Observed Arctic sea-ice loss directly follows anthropogenic CO2 emission. In: Science. Band 354, Nr. 6313, 2016, S. 747–750, doi:10.1126/science.aag2345
- D. Notz: Atmospheric dynamics: Arctic winds of change. In: Nature Climate Change. Band, 6, 2016, S. 824–825, doi:10.1038/nclimate3030
- A. Niederdrenk und D. Notz: Arctic sea ice in a 1.5°C warmer world. In: Geophysical Research Letters. Band 45, 2018, S. 1963–1971, doi:10.1002/2017GL076159